# Troy (Illinois)
Troy je grad u američkoj saveznoj državi Ilinois. Prema popisu stanovništva iz 2010. u njemu je živjelo 9.888 stanovnika.